# عودة ترابين
عودة سليمان الترابين (بالعبرية: עודה תראבין‏) (يوليو 1981 -7-20) بدوي تعود أصوله لقبيلة الترابين وهي أكبر قبيلة بدوية التي تمتد في سيناء والنقب والأردن ومحافظات السويس والإسماعيلية والشرقية والجيزة والقاهرة داخل مصر وفي الضفة الغربية وقطاع غزة، اعتقل عودة الترابين عام 1999 في العريش أثناء زيارته لشقيقته التي تعيش في العريش. وعمرة 17 سنة وعندما بلغ السن القانونية 18 سنة حكمت عليه المحكمة بالسجن 15 عامًا غيابياً دون حضورة المحكمة وهو محتجز في سجن ليمان طرة منذ سنة 2000م وقد أطلق سراحة في تاريخ 10/12/2015، بعد إطلاق سراحة قال عودة الترابين أنه بريء من التهمة الموجهه إليه وإنه لم يحظى بمحاكمة لكي يدافع عن نفسة وأنه كان يعيش في قبر بمصر.
ولد عودة الترابين في العريش سنة 1981م لعائلة فقيرة، حكمت السلطات المصرية على أبيه بالسجن 25 غيابياً واتهمته أنه كان ينقل معلومات خلال حرب أكتوبر، أصر والد عودة للهروب مع أسرته نحو الحدود الإسرائيلية حيث لا سيطرة مصرية كان عمر عودة وقتها 9 سنوات، نفى سليمان الترابين التهمة وقال أن النظام المصري ظالم وأنه يوجد الآلاف من بدو سيناء في السجون المصرية لسنوات طوال بتهم ملفّقة وبدون محاكمة.

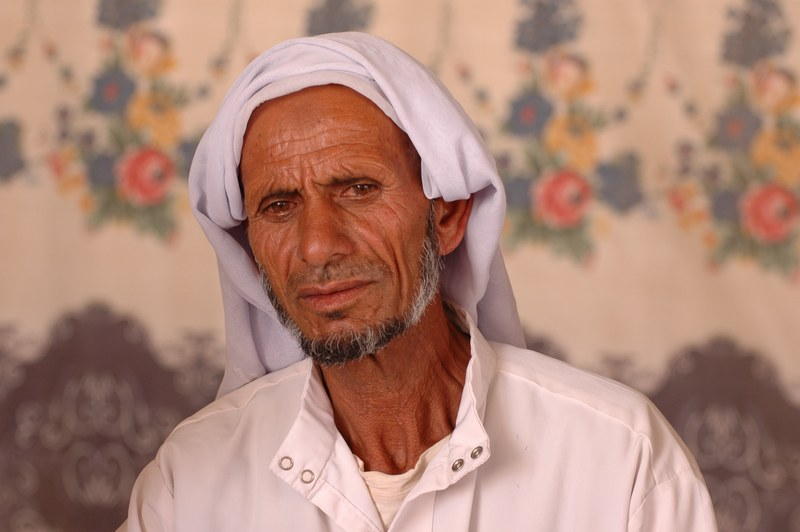
يطالب «سليمان ترابين» الحكومة الإسرائيلية الضغط على السلطات المصرية للإفراج عن نجله

تتهم السلطات المصرية والده بالتجسّس وأنّه كان يراقب تحركات الفدائيين والمقاومة المصرية خلال حرب أكتوبر وأبلغته الأجهزة المصرية أنه شخص غير مرغوب فيه وعليه الرحيل خرج سليمان من سيناء عام 1990م لصحراء النقب وسكن عند أقاربه ومعه إبنه عودة ترابين وعمره 9 سنوات - ومنذ ذلك الحين - كان عودة يتسلل إلى سيناء عبر الحدود لزيارة شقيقته للاطمئنان عليها، اعتقل عودة سنة 1999 وبسبب حملة الجواز الإسرائيلي ظن أنه جاسوس ومنذ نقله لسجن طرة المشدد لا يزوره أحد ولم تطالب إسرائيل بوضعه على أي قائمة لأي صفقة محتملة لتبادل الجواسيس مع مصر إلا بعد قضاء فترة سجنة كاملة.
اعتقل عودة وهو فتى صغير 17 سنة وحوكم دون حضوره المحاكمة واتهم بالتجسس دون أدلة أو اعترافات. وكان سليمان ترابين الأب قد حُكم عليه غيابيا في القاهرة بالسجن 25 عامًا وهو مطلوب الآن للقاهرة وحكمه لا يسقط بالتقادم طبقا للقانون المصري ولذلك لا يجرؤ على زيارة بناته أو أقربائه في سيناء أو الحضور للحدود المصرية لزيارة إبنه عودة الشاب الذي كان يسجن مكانه وقضى نصف عمره بالسجن المشدد في ليمان طرة.